# Nonalling Lake
Nonalling Lake är en sjö i Australien. Den ligger i delstaten Western Australia, omkring 180 kilometer öster om delstatshuvudstaden Perth. Nonalling Lake ligger 270 meter över havet.
Trakten runt Nonalling Lake består till största delen av jordbruksmark. Trakten runt Nonalling Lake är nära nog obefolkad, med mindre än två invånare per kvadratkilometer. Genomsnittlig årsnederbörd är 450 millimeter. Den regnigaste månaden är maj, med i genomsnitt 71 mm nederbörd, och den torraste är februari, med 9 mm nederbörd.